# Pel·lícula 110mm

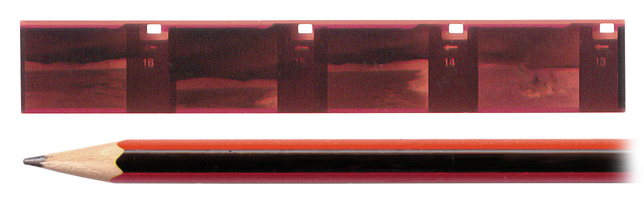
Pel·lícula de 11mm

La pel·lícula de 110mm és un tipus de pel·lícula fotogràfica introduïda per la marca Kodak el 1972. El que més destaca d'aquest tipus de pel·lícula és el seu format petit, tenint cada fotografia una mida de 13 x 17mm.
Aques tipus de pel·lícula es comercialitza dins una carcassa de plàstic que s'introdueix directament dins la càmera i des d'on després es va passant la pel·lícula. Un paper protector va indicant el número de fotografies fetes i aquest tipus de rodets no necessiten ser rebobinats. Aquest sistema de carcases de plàstic fou una resposta de Kodak a les queixes dels clients sobre les dificultats de carregar i rebobinar la pel·lícula a les càmeres.

## Història

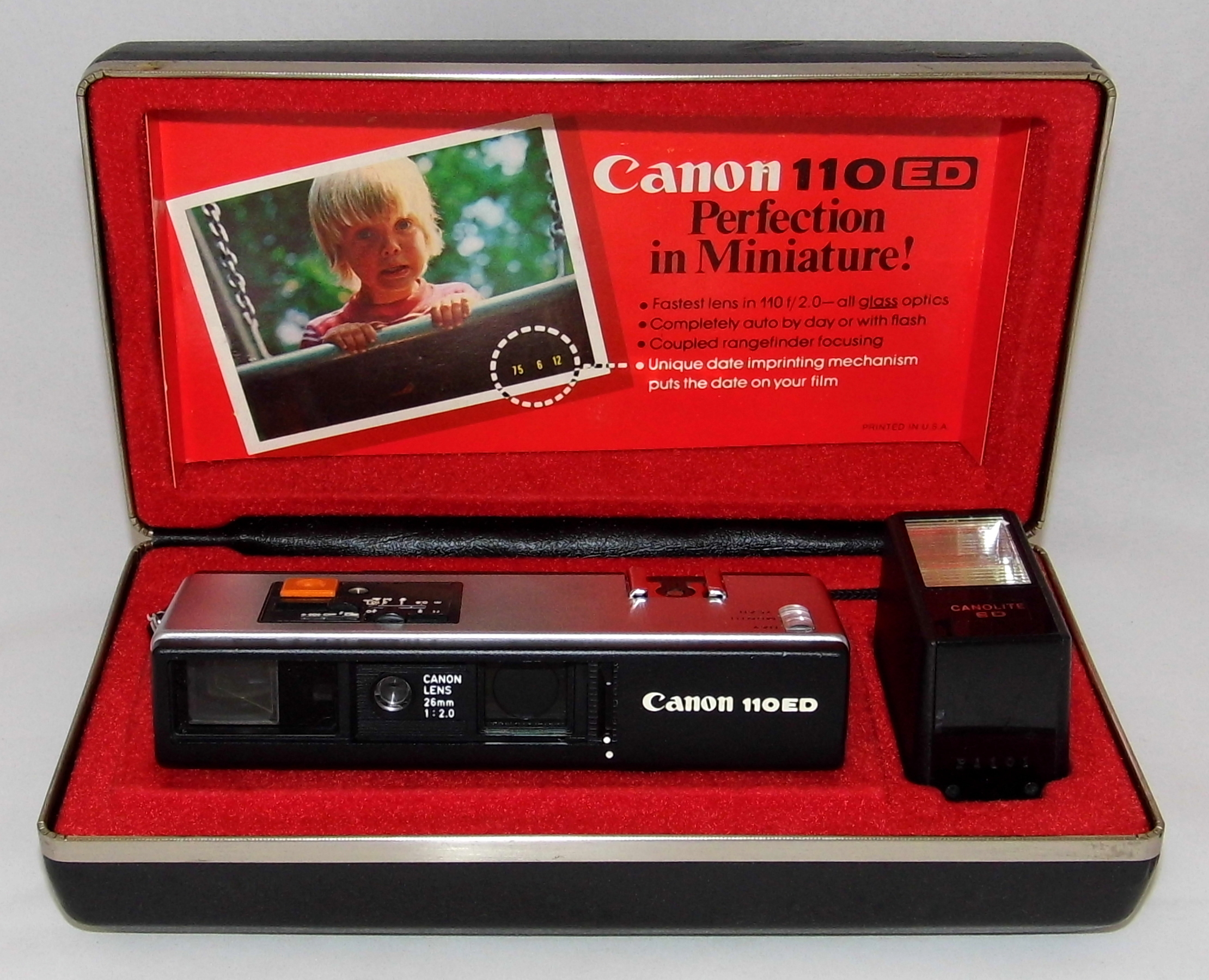
Exemple de càmera de 110mm

Les primeres càmeres que es comercialitzaren d'aquest format de pel·lícula vingueren de la mà de Kodak i amb el nom de "Pocket Instamatic", fent referència al seu petit format i en el seu ús fàcil, sent la meitat de la mida de les pel·lícules de 35 mm. Cal tenir en compte que aquest petit format perjudica la resolució de les fotografies, ja que dificulta les ampliacions i, per tant, s'associa amb fotografies granoses i no gaire nítides.
Al 1994 Kodak deixà de produir càmeres i pel·lícula de 110mm mentre que Fujifilm seguí produint aquest tipus de film fins al setembre de 2009.
Amb el nou boom de fotografia analògica al 2012 la marca Lomography introdueix la seva pel·lícula en blanc i negre de 110mm: Lomography Orca B&W 100, sent els únics en el mercat en produir-ne Aquesta pel·lícula requereix un relevat de blanc i negre estàndard. Avui dia la marca és la única que comercialitza a Europa aquest format de pel·lícula i n'ha tret d'altres versions a color, escales roges, turqueses i liles o a l'estil "metropolis" que accentua els contrasts verds. Lompgraphy recentment també ha començat a comercialitzar amb càmeres d'aquest format.